# Aguadulce
Aguadulce é um município da Espanha na província de Sevilha, comunidade autónoma da Andaluzia, de área 13,84 km² com população de 1982 habitantes (2004) e densidade populacional de 143,21 hab/km².

## Demografia
| Variação demográfica do município entre 1991 e 2004 | Variação demográfica do município entre 1991 e 2004 | Variação demográfica do município entre 1991 e 2004 | Variação demográfica do município entre 1991 e 2004 |
| --------------------------------------------------- | --------------------------------------------------- | --------------------------------------------------- | --------------------------------------------------- |
| 1991                                                | 1996                                                | 2001                                                | 2004                                                |
| 1918                                                | 1956                                                | 1987                                                | 1982                                                |